# Puffinus tenuirostris
Puffinus tenuirostris là một loài chim trong họ Procellariidae.
Loài chim này sinh sống tại Úc, là loài chim biển phổ biến nhất ở các vùng biển Úc, và là một trong số ít các loài chim bản địa Úc, chim con được đánh bắt cho mục đích thương mại. Đây là loài chim di cư và sinh sản ở chủ yếu là trên các hòn đảo nhỏ ở eo biển Bass và Tasmania và di chuyển đến Bắc bán cầu vào mùa hè phương bắc.